# NGC 6085
NGC 6085 este o liner situată în constelația Coroana Boreală. A fost descoperită în 2 iulie 1864 de către Albert Marth.